# Igreja de Santa Maria alla Porta

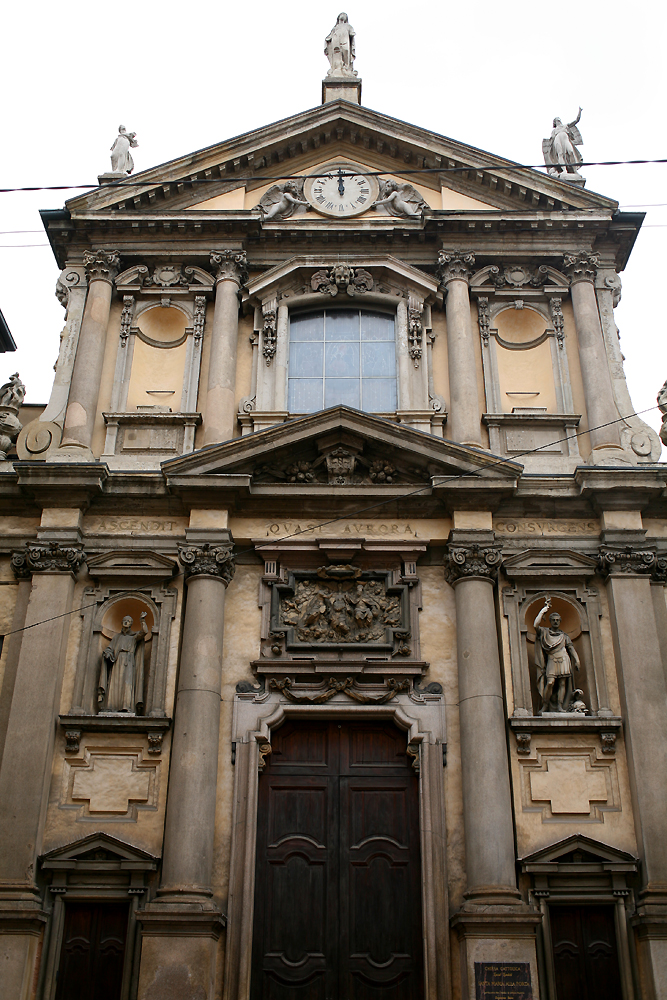
Fachada da Santa Maria alla Porta

A actual igreja de Santa Maria alla Portajá existente antes do ano 1105, foi construída em Milão em pleno domínio espanhol no ano 1652 com base no projecto de arquitecto Francesco Maria Richini. Após a sua morte em 1658, a obra foi concluída por Francesco Castelli, arquiteto e engenheiro originário de Mendrisiotto, (não confundir com Francesco Castelli conhecido por Borromini) responsável pela construção do portal barroco e do sobrejacente tímpano.
A igreja leva o sufixo toponímico "alla porta" porque foi construída no local onde se encontrava a antiga Porta Vercellina, fazendo parte das muralhas construídas na Era republicana em agosto; a rua que dá para a igreja, a via Santa Maria alla Porta, fazia parte do decúmano que dava para a praça São Sepulcro para a Porta Vercellina.
É a igreja paroquial da arquidiocese de Milão e capelania da comunidade dos fiéis polacos de Milão.